# Kumpfmühl (Ascha)
Die Einöde Kumpfmühl ist ein Gemeindeteil von Ascha im niederbayerischen Landkreis Straubing-Bogen.

## Lage
Der Ort liegt auf der Gemarkung Bärnzell am Sockabach, eineinhalb Kilometer nordwestlich des Ortskerns von Ascha. Das Anwesen trug früher die Bärnzeller Hausnummer 25.

## Geschichte
Kumpfmühl war ein Gemeindeteil der Gemeinde Bärnzell, die mit der Gebietsreform in Bayern ihre Eigenständigkeit verlor und 1971 in die Gemeinde Ascha eingegliedert wurde.

### Einwohnerentwicklung
| Jahr        | 1835 | 1860 | 1861 | 1871 | 1875 | 1885 | 1900 | 1925 | 1950 | 1961 | 1970 | 1987 | 2021 |
| ----------- | ---- | ---- | ---- | ---- | ---- | ---- | ---- | ---- | ---- | ---- | ---- | ---- | ---- |
| Einwohner   | 6    | 4    | 7    | 8    | 8    | 6    | 9    | 8    | 7    | 5    | 2    |      |      |
| Wohngebäude | 1    | 1    |      |      |      | 1    | 2    | 1    | 2    | 2    |      | 1    | 1    |